# Laval-sur-Vologne
Laval-sur-Vologne là một xã, nằm ở tỉnh Vosges trong vùng Grand Est của Pháp. Xã này có diện tích 3,58 km², dân số năm 1999 là 609 người. Xã này nằm ở khu vực có độ cao trung bình 424 m trên mực nước biển.
Dân địa phương tiếng Pháp gọi là Lavallois.

## Biến động dân số
| 1954                                         | 1962 | 1968 | 1975 | 1982 | 1990 | 1999 |
| -------------------------------------------- | ---- | ---- | ---- | ---- | ---- | ---- |
| 579                                          | 523  | 548  | 639  | 746  | 687  | 609  |
| Số liệu từ năm 1962: Dân số không tính trùng |      |      |      |      |      |      |